# 雄德勒河
51°29′24.02″N 7°28′16.95″E / 51.4900056°N 7.4713750°E

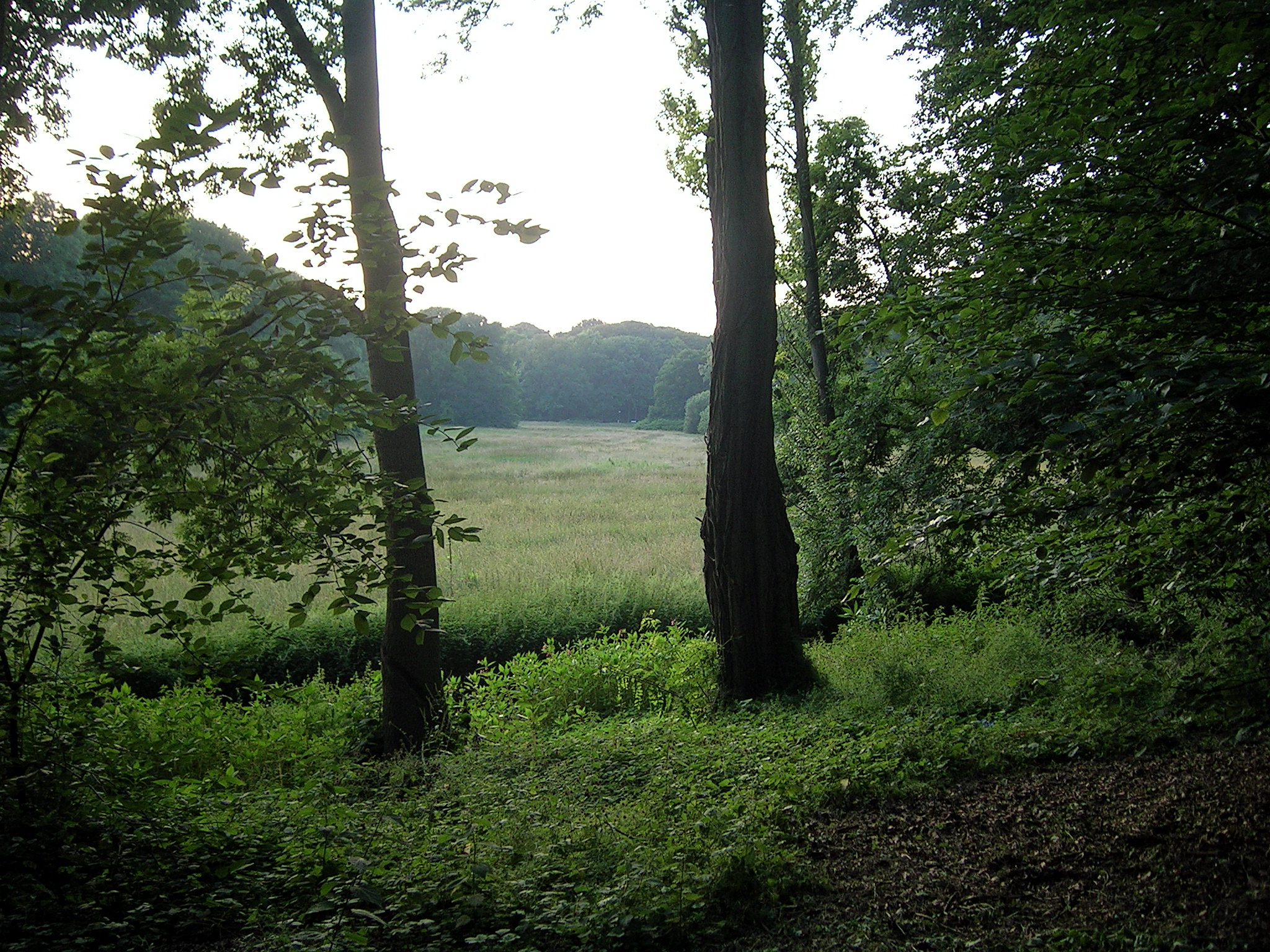

雄德勒河（德語：Schondelle），是德國的河流，位於該國西部，處於北萊茵-威斯特法倫州，屬於埃姆舍爾河的左支流，河道全長5.2公里，流域面積11.8平方公里。